# Ray Kellogg (Schauspieler)
Ray Kellogg (* 12. November 1919 in Great Bend, Pennsylvania; † 26. September 1981 in Olympia, Washington) war ein US-amerikanischer Schauspieler und Sänger.

## Leben
Kellogg war als Sänger zunächst ab 1940 in der Bigband von Sonny Dunham aktiv. Mit dem Sonny Dunham Orchestra nahm er diverse Songs auf, die zwischen 1941 und 1942 bei Victor veröffentlicht wurden. Bei einer Veranstaltung zur Bewerbung von Kriegsanleihen in der New Yorker Radio City Music Hall wurde Regisseur Edward F. Cline auf die Band aufmerksam, der sie 1942 in seinem Film Behind the Eight Ball auftreten ließ. Dies war der erste – noch ungenannte – Filmauftritt Kelloggs.
Später sang Kellogg beim Les Brown Orchestra.
Ab Anfang der 1950er Jahre war er verstärkt als Schauspieler aktiv. In zahlreichen Fernsehserien war er als Gaststar zu sehen. Ab 1955 trat er in der Westernserie Wyatt Earp greift ein als Deputy Ollie auf. Von 1952 bis 1971 trat Kellogg in 92 Episoden der The Red Skelton Show auf. Sein Schaffen als Schauspieler umfasst Auftritte in über 120 Film- und Fernsehproduktionen, mehrheitlich in Kleinstrollen.
Neben seiner Schauspielkarriere wirkte er als Gesangslehrer am Pasadena Playhouse. Nach seiner Pensionierung 1973 zog er ins Thurston County, Washington. In seinen letzten Lebensjahren widmete er sich der Bildhauerei, und dem Schreiben. Kellogg starb Ende September 1981 im Alter von 61 Jahren. Er hinterließ seine Frau, die Sängerin Eileen Wilson, mit der er seit 1948 verheiratet war.

## Filmografie
- 1942: Behind the Eight Ball
- 1951: In all meinen Träumen bist Du (I’ll See You in My Dreams)
- 1953: Zurück am Broadway (She’s Back on Broadway)
- 1953: So This Is Love
- 1953: Schwere Colts in zarter Hand (Calamity Jane)
- 1953–1962: Jack-Benny-Show (The Jack Benny Program, Fernsehserie, 4 Episoden)
- 1953–1971: The Red Skelton Show (Fernsehserie, 92 Episoden)
- 1954: Legt ihn nicht um! (Jesse James vs. the Daltons)
- 1954: Ausgeräuchert (The Miami Story)
- 1955: Der Hofnarr (The Court Jester)
- 1955–1960: Wyatt Earp greift ein (The Life and Legend of Wyatt Earp, Fernsehserie, 18 Episoden)
- 1957: Apache Warrior
- 1957: Mein Revolver war schneller (My Gun Is Quick)
- 1958–1961: Perry Mason (Fernsehserie, 4 Episoden)
- 1958–1962: The Real McCoys (Fernsehserie, 4 Episoden)
- 1959: Drauf und dran (The Gunfight at Dodge City)
- 1959: Die Ratten von Detroit (The Purple Gang)
- 1960: I Passed for White
- 1960: Raymie
- 1961: The Four of Us (Fernsehfilm)
- 1962: Der letzte Zug (Experiment in Terror)
- 1962: Music Man (The Music Man)
- 1962–1965: The Dick Van Dyke Show (Fernsehserie, 6 Episoden)
- 1962–1966: Mr. Ed (Mister Ed, Fernsehserie, 5 Episoden)
- 1963: Die Rache des Johnny Cool (Johnny Cool)
- 1964: Der Kandidat (The Best Man)
- 1964: Assistenzärzte (The New Interns)
- 1964: So bändigt man Eva (I’d Rather Be Rich)
- 1964: Fanfare for a Death Scene (Fernsehfilm)
- 1964: König der heißen Rhythmen (Roustabout)
- 1964–1967: Auf der Flucht (The Fugitive, Fernsehserie, 3 Episoden)
- 1964–1968: Hoppla Lucy! (The Lucy Show, Fernsehserie, 7 Episoden)
- 1964–1969: The Beverly Hillbillies (Fernsehserie, 8 Episoden)
- 1964–1969: Gomer Pyle: USMC (Gomer Pyle, U.S.M.C., Fernsehserie, 4 Episoden)
- 1965: Ein Zebra in der Küche (Zebra in the Kitchen)
- 1966: Überfall auf die Queen Mary (Assault on a Queen)
- 1966: Beat! Beat! Beat! (Hold On!)
- 1966: Die Schreckenskammer (Chamber of Horrors)
- 1966: Brigadoon (Fernsehfilm)
- 1967: The Reluctant Astronaut
- 1967: Ein Froschmann an der Angel (The Big Mouth)
- 1967: Als Jim Dolan kam (Rough Night in Jericho)
- 1967: Invasion von der Wega (The Invaders, Fernsehserie, 3 Episoden)
- 1967–1968: Die Jerry Lewis Show (The Jerry Lewis Show, Fernsehserie, 3 Episoden)
- 1968: The Shakiest Gun in the West
- 1968–1970: Lancer (Fernsehserie, 4 Episoden)
- 1969: Angel in My Pocket
- 1969: Topas (Topaz)
- 1969–1971: FBI (The F.B.I., Fernsehserie, 4 Episoden)
- 1970: The Tim Conway Comedy Hour (Fernsehserie, 11 Episoden)
- 1971: Columbo: Mord in Pastell (Columbo: Suitable for Framing, Fernsehserie, 1 Episode)
- 1971: Chandler
- 1972: Maude (Fernsehserie, 3 Episoden)